# Araneus iriomotensis
Araneus iriomotensis är en spindelart som beskrevs av Akio Tanikawa 200. Araneus iriomotensis ingår i släktet Araneus och familjen hjulspindlar. Inga underarter finns listade i Catalogue of Life.